# Stevenia flaviventris
Stevenia flaviventris är en tvåvingeart som beskrevs av Kugler 1978. Stevenia flaviventris ingår i släktet Stevenia och familjen gråsuggeflugor.
Artens utbredningsområde är Israel. Inga underarter finns listade i Catalogue of Life.